# Telsen
Telsen es una comuna rural del norte de la provincia del Chubut, en la patagonia argentina, cabecera del departamento homónimo, a 176 km al oeste de Puerto Madryn, sobre la ruta provincial 4.

## Toponimia
El topónimo tiene origen en el pueblo originario Günün a künä. Proviene de la voz tülshün ("cortadera", una planta). Casi saliendo de esta localidad camino a Gan Gan, es característico el valle de cortaderas.

## Historia
Fue oficialmente fundada el 9 de diciembre de 1898 por John Marley. En los últimos años, el gobierno provincial realizó obras en el arroyo homónimo para mejorar el sistema de riego y la producción. Como así también, un nuevo hospital, estación de servicio y escuela. En 2009, formó parte de la tercera etapa del Rally Dakar.

## Geografía
Ubicada en el borde sur de la meseta de Somuncurá, la zona tiene un microclima benigno, con manantiales de agua termal y vegetación diferenciada que le dan características de oasis.

## Población
Contó con 544 habitantes (Indec, 2010), lo que representó un incremento del 12 % frente a los 486 habitantes (Indec, 2001) del censo anterior. La población se compuso de 274 varones y 270 mujeres, lo que arrojó un índice de masculinidad del 101.48 %. En tanto, las viviendas pasaron a ser 286.
Tras el censo de 2022 se conoció un crecimiento sostenido de la localidad con 574 habitantes y unas 367 viviendas.
| Gráfica de evolución demográfica de Telsen entre 1991 y 2022 |
|                                                              |
| Fuente: Censos nacionales del INDEC                          |

## Economía
Durante la primera mitad del siglo XX, existían viñedos  en producción, que dieron fama a Telsen por sus vinos regionales. Esta actividad no ha tenido continuidad. Actualmente se practica la fruticultura (por ejemplo manzanas) , horticultura, ganadería de ovinos, elaboración de dulces y textiles artesanales, en el relativamente cercano Gran Bajo del Gualicho se encuentra el yacimiento Guanaquito que provee de cuarzo, calcedonia, fluorita, yeso usados en una joyería también artesanal.